# 임씨 가묘
임씨 가묘(林氏 家廟)는 세종특별자치시 나성동 59-1번지에 있는, 전서공 임난수의 절의를 기리는 부조묘이다. 2003년 2월 14일 연기군의 향토유적 제42호로 지정되었다가, 2014년 9월 30일 세종특별자치시의 향토문화유산 제42호로 재지정되었다.

## 개요
임씨가묘는 고려 말 무신이었던 임난수(林蘭秀, 1342~1407)의 위패를 모시고 제사를 지내는 사당이다.
임난수는 고려 말 최영(崔瑩, 1316~1388)장군과 함께 1374년 탐라(耽羅)에서 일어난 목호의 난(牧胡-亂)을 평정한 장군으로 고려가 멸망하자 충청남도 공주목 삼기촌(현재 세종특별자치시 세종동)에 내려와 여생을 보냈다. 벼슬을 주며 회유하는 조선의 태조 이성계(太祖 李成桂, 1335~1408)의 청을 수차례 거절하며 고려에 대한 충절을 지켰다고 한다. 당시 임난수가 심은 나무가 ‘연기 세종리 은행나무(기념물 제8호)’이며, 그의 둘째 아들 임목(林穆, 1371~1448)이 불사이군(不事二君)의 뜻을 기리기 위해 지은 ‘나성 독락정(羅城 獨樂亭, 문화재자료 제8호)’이 있다.
1407년(태종 7년) 임난수가 죽은 후 1419년(세종 1)에 임난수의 위패를 불천지위(不遷之位)로 모시게 하고 신장(申檣, 1382~1433)에게 지시하여 ‘林氏家廟(임씨가묘)’라 쓴 현판과 토지를 내렸으며, 1430년(세종 12) 현재 숭모각(崇慕閣, 향토문화유산 제35호)이 있는 위치에 임씨가묘를 지었다.
현재의 임씨가묘는 독락정에서 북쪽으로 약 70m 떨어진 곳에는 위치한다. 이곳은 1710년(숙종 36)에 지역의 유림들과 임난수의 후손들이 임난수와 임목의 제사를 지내기 위해 기호서사(岐湖書舍)라는 사당을 만들었던 자리이다. 기호서사가 임씨가묘로 바뀐 것은 1868년(고종 5) 흥선대원군(興宣大院君, 1820~1898)이 내린 서원철폐령(書院撤廢令)을 피하기 위해 불천지위인 임난수의 위패를 임씨가묘에서 기호서사로 옮기면서 부터이다. 그 후 임씨가묘와 기호서사가 모두 없어졌다가 일제강점기인 1923년 임씨가묘(현재 숭모각) 자리에 ‘林氏家廟遺址(임씨가묘유지)’라는 비석이 세워진 후 1964년 본래 임씨가묘가 있던 자리에는 숭모각이 지어졌으며, 1988년 기호사서가 있던 자리에는 임씨가묘가 만들어지게 되었다.
임씨가묘는 정면 3칸, 측면 3칸의 규모로 겹처마에 맞배지붕을 하고 있으며, 정면에는 신장이 쓴 ‘林氏家廟(임씨가묘)’라는 현판이 걸려있다.

## 현지 안내문
임씨가묘(林氏家廟)는 전서공 임난수(典書公 林蘭秀 1342~1407)의 절의를 기리는 부조묘이다. 고려말 임난수는 최영 장군과 더불어 탐라(제주도)를 정벌하는데 큰 공을 세운 인물로 이성계가 고려를 멸망시키고 조선을 건국하자 충신은 "불사이군"이라 하여 벼슬을 버리고 현 남면 양화리에 은거하여 일생을 마쳤다.
임난수가 죽자 자손들은 묘를 연기 동쪽 불파미 임좌(壬坐)의 언덕에 마련하였는데 임난수의 충의를 기리기 위하여 1419년 세종대왕은 임씨가묘(林氏家廟)를 써 주고 불천지위(不遷之位)로 모시도록 명하였으며 아울러 사패지(賜牌地)로 나성일구강산(羅城一丘江山)을 하사하였다. 당시 내려준 사제문(賜祭文)에는 임난수 품격에 대하여 "시기를 도울만한 기략을 운영하고 세상을 덮을만한 공훈을 세웠다."라 칭찬하였고 청양현감 김 미에게 묘소를 제사토록 하였다.
1710년 여러 고을 선비들이 두 임금을 섬기지 않은 큰 절개를 높이 사모하여 사우를 세워 사약을 청원하는 상소가 있었다. 상소문은 판서 한배하(韓配夏)가 지었다. 숙종 5년(1649년)에 8대손 호군 임찬현(林纘賢)이 묘소를 보수하던 중 376자의 지석을 발견하게 되었고, 이를 근거로 우암(尤菴) 송시열(宋時烈)이 글을 지어 신도비를 세웠다. 공주와 연기 등 충청지역 사족들과 부안임씨들은 숙종 36년(1710년)에 기호서사(岐湖書社)를 건립하였다. 기호서사는 원래 1710년 "세덕사(世德祠)"라는 이름으로 건립되어 서하 임춘(西河 林椿), 전서공 임난수(典書公 林蘭秀), 부사공 임목(府使公 林穆)을 병향(竝享)한 사우로 출발하였으며, 그 후 순조 5년(1805년)에 위의 공 임흥(林興)을 추배하였다. 임씨가묘는 처음에 양화리 행단(현 숭모각) 자리에 건립하였다가 기호서사로 이전되어 오늘에 이르고 있다.